# حمام التميمي (بغداد)

لوحة الحمام التركي (للرسام انجر)

حمّام التميمي من حمامات بغداد العامة القديمة ويقع بجانب الرصافة من بغداد في منطقة الصدرية في شارع الوثبة. وهو حمامان واحد للرجال وآخر للنساء . وهناك حمام آخر يسمى حمام التميمي أيضاً، ويقع في جانب الكرخ في منطقة علاوي الحلة، بجانب سينما قدري (سينما بغداد) فيه قسمين: قسم رجالي وقسم نسائي . وكانت في القسم النسائي من هذا الحمام لوحة(الحمام التركي) بريشة الرسام الفرنسي انجر, مجسدة في نساء الكرخ بأجسادهن . ولا نعلم علاقة الأسم (التميمي) بين كلا الحمامين، فهل هما لمالك واحد، أم لكل حمام مالكه، أو مجرد تشابه أسماء.